# پترا، قبرس
پترا، قبرس (به لاتین: Petra, Cyprus) یک منطقهٔ مسکونی در قبرس است که در ناحیه نیکوزیا واقع شده‌است.